# Dennis Conner

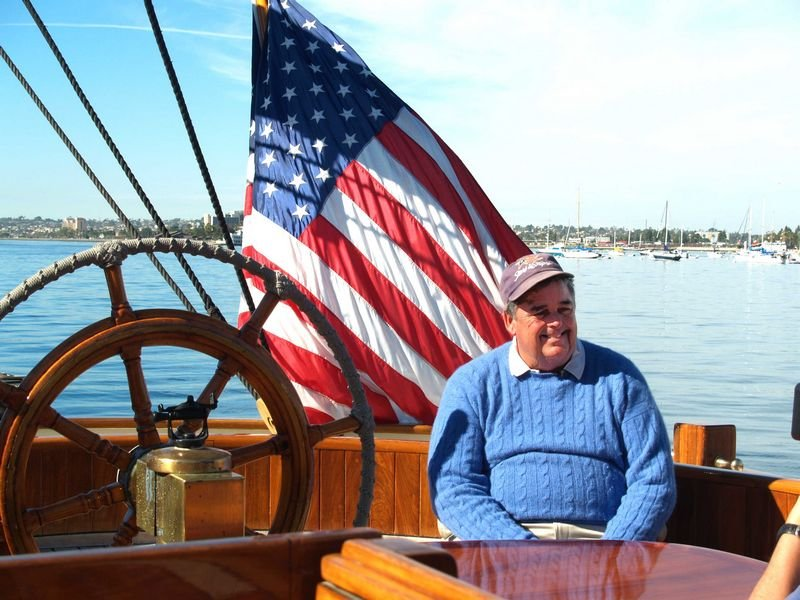
Dennis Conner, 2010

Dennis Walter Conner (* 16. September 1942 in San Diego, Kalifornien) ist ein  US-amerikanischer Profi-Segler. Wegen seiner vielen Erfolge im America’s Cup (AC) wird er auch Mister America’s Cup genannt.
Von 1974 bis 2003 hat Dennis Conner an jedem AC als Skipper teilgenommen. Ab 1987 trat er mit eigenen Booten unter dem Namen Stars & Stripes, nach der amerikanischen Nationalflagge Stars and Stripes, an. Er ist der einzige Steuermann, der den America’s Cup verlor (1983) und wieder zurückgewann (1987). Conner ist auch der einzige Skipper, der den Cup zweimal verlor (1983 und 1995). Insgesamt gewann er 17 AC-Rennen und war viermal Sieger (1974, 1980, 1987, 1988).
Dennis Conner lebt in San Diego, Kalifornien.

## Erfolge
- 1974 America’s Cup Sieger (Startsteuermann und Taktiker auf der Courageous)
- 1976 Olympische Spiele, Montreal, Tempest, Bronzemedaille
- 1977 Kieler-Woche-Sieger, Star (fünfmal 1. Platz in einem 89er Teilnehmerfeld = Weltrekord)
- 1980 America’s Cup Sieger (Freedom)
- 1987 America’s Cup Sieger (Stars & Stripes ’87)
- 1988 America’s Cup Sieger (Stars & Stripes ’88)
- 1994 Etchells Weltmeister
- 1995 Gewinner Citizen Cup
- 1996 New Zealand Etchells National Championship Sieger
- 1997 New Zealand Etchells National Championship Sieger
- 2000 New Zealand Etchells National Championship Sieger
- 2000 New Zealand National Championships in der Ross 780 Klasse Sieger
- 2001 North American Etchells Championships Sieger

Sieger in diversen Weltmeisterschaften mit Segeljachten von 11 bis 80 Fuß Länge.

## Ehrungen
- dreimal United States Yachtsman of the Year (US Segler des Jahres)
- siebenmal San Diego Yachtsman of the Year
- Commodore des San Diego Yacht Club
- 1993: einer der ersten ernannten Mitglieder der America’s Cup Hall of Fame